# تاریخ گیلان و دیلمستان
تاریخ گیلان و دیلمستان، کتابی تاریخی به فارسی از قرن نهم، اثر سید ظهیرالدینِ مرعشی است. این اثر ظاهراً قدیمترین تاریخ محلی به جا مانده درباره حکومت خاندان کیاییان در گیلان و دیلمستان است. به نوشته مؤلف، کارکیا سلطان محمد دوم (حک: ۸۵۱–۸۸۳) عده‌ای را مأمور گردآوری و نوشتن رویدادهای حکام گیل و دیلم پیش از حکومت سادات و روی کار آمدن سید امیر کیای مَلاطی، بنیانگذار حکومت کیاییان در گیلان (۷۶۳–۷۷۶)، تا ۸۸۱ کرد. او از سید ظهیرالدین مرعشی خواست تا آن دست نوشته‌ها را تنظیم و تدوین کند. مرعشی تاریخ شروع کار خود را ۸۸۰ هجری ذکر کرده و مطالبی به این نوشته‌ها اضافه کرده‌است.

تاریخ گیلان و دیلمستان شامل مقدمه و شش باب است که هر باب چند فصل دارد. مؤلف در آغاز کتاب پس از سپاس خدا، به ضرورت علم تاریخ اشاره کرده و آن را پیش درآمد سایر علوم دانسته‌است. سپس در مقدمه اصطلاحات رایج بین مردم گیلان و دیلمستان را شرح داده‌است. این بخش از کتاب در تنها نسخه خطی موجود، وجود ندارد. مطالب شش باب کتاب به ترتیب عبارت اند از: رویدادهای این سرزمین قبل از حکومت کیاییان و نیز رسوم مردم گیلان (از این باب اثری بر جا نمانده)؛ آغاز خروج سید امیر کیای ملاطی و رخدادهای دوره حکومت او؛ شرح کشمکشهای امیران بیِه پس (ناحیه غربی گیلان) و بیِه پیش (ناحیة شرقی گیلان) و وقایع حدود ۷۸۱ تا ۷۹۷؛ دورة حکومت سید رضی کیا (۷۲۹–۷۹۹) و کارکیا سید محمد اول (۸۲۹–۸۳۷)؛ رویدادهای حکومت کارکیا ناصر کیا (۸۳۷–۸۵۱) و برادرش کارکیا امیر سید احمد و پسرش، کارکیا سلطان محمد دوم، و منازعات میان مدعیان حکومتِ کیاییان مانند سید داوود کیا؛ و شرح وقایع دوره حکومت سلطان محمد دوم. مرعشی پس از باب ششم، وقایع ۸۸۱–۸۹۴ یعنی آخرین سالهای حکومت سلطان محمد دوم و پسرش، کارکیا میرزا علی، را نوشت و آن را باب هفتم نامید که شامل چند فصل است، هرچند در مقدمه اش از این باب نامی نبرده‌است.
مرعشی در تألیف کتاب هنگام استفاده از دست نوشته‌هایی که قبلاً جمع شده بود، اگر در مطلبی شبهه‌ای می‌یافت به تحقیق می‌پرداخت و چنانچه در جستجوی شفاهی به نتیجه نمی‌رسید، از دست نوشته‌های سید محمدبن سید مهدی حسینی بهره می‌برد. مرعشی که از امیران دربار کیاییان، و شاهد بسیاری از رویدادهای آن دوره بوده، گاهی با نگاهی انتقادی نظر خود را بیان کرده‌است.
به رغم افتادگیهای تنها نسخه خطی موجود - که از روی نسخه‌ای به خط سید ظهیرالدین مرعشی تحریر شده و در کتابخانه بودلیان آکسفورد موجود است - تاریخ گیلان و دیلمستان به لحاظ بیان آداب و رسوم و زندگی اجتماعی مردم گیلان و رسم‌الخط و نکات دستوری گیلکی اهمیت دارد. نثر این کتاب روان و ساده و آمیخته با آیات قرآنی و اشعار عربی است. این کتاب نخستین بار در ۱۹۱۲ میلادی به کوشش رابینو همراه با «مکاتیب خان احمدگیلانی» در رشت منتشر شد. منوچهر ستوده نیز این کتاب را تصحیح انتقادی و در ۱۳۴۷ شمسی در تهران منتشر کرده‌است.